# Metopheltes petiolaris
Metopheltes petiolaris là một loài tò vò trong họ Ichneumonidae.